# Elly Niebuhr
Elly Niebuhr-Gellert geborene  Prager-Mandowsky (* 25. März 1914 in Wien; † 18. März 2013 ebenda) war eine österreichische Fotografin, deren Lebenswerk erst sehr spät – im Alter von 95 Jahren – historisch gewürdigt wurde. 

## Leben und Leistungen
Die Jugend verbrachte sie in liberalem Umfeld, doch die Ausbildung in der Graphischen Lehr- und Versuchsanstalt sowie ihre Lehre zur Fotografin bei Hella Katz (wo auch Anton Trčka ausgebildet wurde) musste sie nach dem Anschluss Österreichs 1938 abbrechen und 1939 emigrierte sie nach England. Zwischen 1937 und 1939 schuf sie noch zahlreiche Wiener Milieustudien, insbesondere vom Wiener Prater und den Bauten des „roten Wien“ und dessen Bewohnern, aber auch bereits ihre ersten Modeaufnahmen. Ihre Eltern kamen in den ungarischen Vernichtungslagern ums Leben, doch Elly Niebuhr und ihre Schwester fanden in New York eine neue Heimat. Sie begann bei Hal Halpern als Porträtfotografin zu arbeiten und heiratete Hans Niebuhr, dessen Namen sie auch nach der bald folgenden Trennung (und auch nach ihrer zweiten Ehe mit dem Journalisten Peter Gellert) als Künstlernamen behielt.
Elly Niebuhr kehrte 1947 über Paris nach Wien zurück und richtete in der elterlichen Wohnung, die zwischenzeitlich „arisiert“ und rückgestellt worden war, ihr geräumiges Fotostudio ein. Ihre fotografische Sichtweise wurde in den fünfziger und sechziger Jahren von ihrer zunehmend kommunistischen Einstellung beeinflusst. Sie wandte sich wiederum verschiedenen Milieustudien und der Abbildung des „Wiener Alltags“ zu. Gleichzeitig wurde sie zunehmend zu einer gefragten Mode- und Werbefotografin, arbeitete unter anderem für Fred Adlmüller und das Pelzhaus Liska, aber auch für Thonet und die Wiener Werkstätten. Ihre Fotoreportagen erschienen in nahezu allen deutschen und österreichischen Modemagazinen. Die kritische Distanz, die sie dennoch zur Konsumgesellschaft wahrte, kennzeichnete ihr künstlerisches Schaffen. Die Universität für angewandte Kunst Wien ist seit 2009 mit der Aufarbeitung ihres Lebenswerkes befasst, das durch ihren Sohn Thomas Gellert übergeben wurde, und kuratierte im November 2010 Elly Niebuhrs erste Einzelausstellung über „die 1950er Jahre in Wien“.

## Ausstellungen
- 10. November bis 17. Dezember 2010: Heiligenkreuzer Hof Wiederentdeckte Fotos von Elly Niebuhr – Die 50er Jahre in Wien, Eröffnung 9. November in Anwesenheit von Elly Niebuhr[3]